# Zwartkoptangare
De zwartkoptangare (Stilpnia cyanoptera synoniem: Tangara argentea) is een zangvogel uit de familie Thraupidae (tangaren). 

## Verspreiding en leefgebied
Deze soort komt voor in noordelijk Colombia en noordelijk Venezuela.

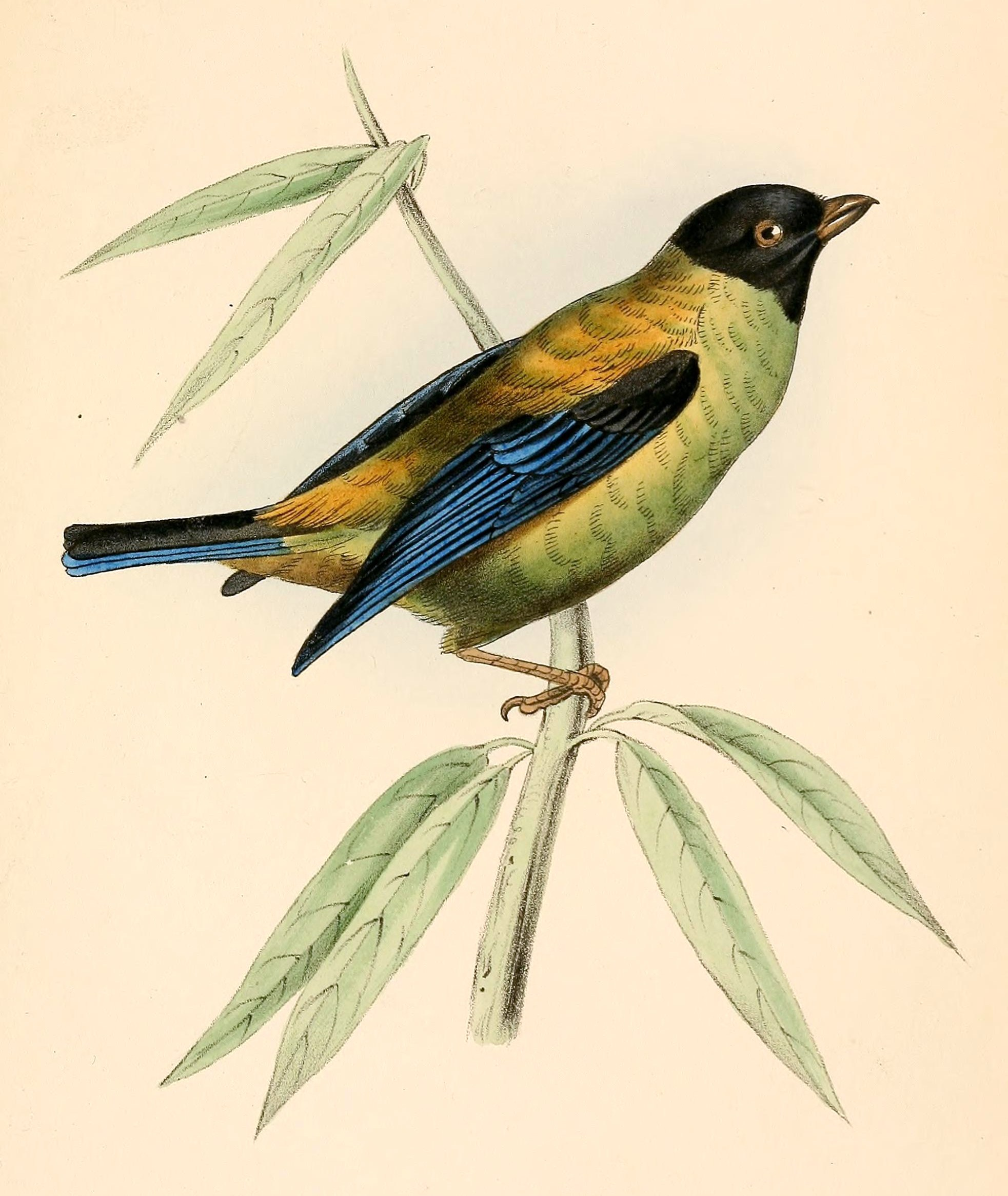

## Status
De grootte van de populatie is niet gekwantificeerd maar de soort wordt omschreven als algemeen. Op de Rode lijst van de IUCN heeft deze soort de status niet bedreigd.